# Helen Riaboff Whiteley
Helen Riaboff Whiteley (1921–1990) est une microbiologiste qui passe la majeure partie de sa carrière de chercheur à l'université de Washington.

## Jeunesse et éducation
Whiteley est née en 1921 de parents russes à Harbin, en Chine. La famille émigre aux États-Unis en 1924, s'installant d'abord à Washington, puis en Californie. Whiteley étudie la microbiologie à l'université de Californie à Berkeley, où elle obtient son BS en 1941. Elle obtient ensuite une maîtrise de l'université du Texas, à Galveston et son doctorat de l'université de Washington, où son mari Arthur Whiteley (en) est à l'époque professeur adjoint de zoologie. Après avoir obtenu son diplôme en 1951, elle retourne en Californie et passe deux ans à travailler pour la Commission de l'énergie atomique des États-Unis.

## Carrière académique
Whiteley retourne à l'université de Washington en 1953 et devient professeur titulaire en 1965. Elle occupe plusieurs postes de direction au sein de la Société américaine de microbiologie, présidant sa division de physiologie et son comité des publications et est présidente de la société en 1976. Whiteley préside également un comité de collaboration dans la recherche en microbiologie entre des scientifiques des États-Unis et de l'Union soviétique,.
Les recherches de Whiteley se concentrent sur la physiologie des bactéries. Elle est surtout connue pour son travail avec son collègue Ernest Schnepf sur les protéines insecticides (connues sous le nom de protéines Cry) trouvées dans la bactérie Bacillus thuringiensis,. Ces travaux jettent les bases d'organismes génétiquement modifiés qui expriment de manière transgénique des protéines insecticides.

## Vie privée
Whiteley rencontre son mari Arthur alors qu'il est étudiant à Berkeley. Il est professeur à l'université de Washington lorsqu'elle commence son doctorat là-bas. Sa situation incite l'université à réviser ses règles contre l'emploi des deux membres d'un couple marié en tant que professeurs.
Helen est décédée en 1990 à l'âge de 69 ans. Des années plus tard, Arthur fonde le Helen Riaboff Whiteley Center en son honneur, qui est situé aux Friday Harbor Laboratories et est conçu comme une retraite de travail pour les scientifiques, les universitaires et les artistes. Arthur est décédé après une brève maladie en 2013 à l'âge de 96 ans,.